# No Alto Maipo
«No Alto Maipo» es un movimiento social y ambientalista chileno que surge en el año 2007, durante el primer gobierno de Michelle Bachelet, tras la aprobación del Proyecto Hidroeléctrico Alto Maipo (PHAM), propiedad de la empresa productora de energía eléctrica chilena AES Gener. Los objetivos del movimiento son proteger las zonas que serán explotadas y detener el avance de la construcción del proyecto.

## Historia
Su origen se remonta cuando en 2007 AES Gener presenta a la Municipalidad de San José de Maipo información sobre su proyecto hidroeléctrico. Los objetivos son implementar dos centrales de generación que estarían ubicadas en la parte alta del Río Maipo, provisto de túneles para que pueda pasar el agua que viene de los ríos cercanos. Su finalidad es generar energía eléctrica con una cantidad de agua determinada, la cual se regresaría sin alteraciones a su cauce natural
La municipalidad, al carecer de las herramientas legales para comprender la documentación entregada por motivos económicos y técnicos, recurrieron por ayuda a un colegio de la comuna. Los profesores que examinaron dichos documentos comprendieron la gravedad de la situación, por lo que se organizaron junto a vecinos con quienes compartieron su preocupación, para elaborar una respuesta al proyecto hidroeléctrico; bajo esa organización vecinal surge la Coordinadora No Alto Maipo, liderado por Marcela Mella Ortíz. Su argumento es que el establecimiento de dicha central hidroeléctrica amenaza la naturaleza y supervivencia del Cajón del Maipo, “aprovechando parte de las instalaciones ya existentes en el sector del Alfalfal y utilizando túneles para encauzar parte de las aguas de los esteros Engorda y Morado, Las Lajas, río Yeso y río Colorado para generar 531 MegaWatt de potencia con una inversión de 600 millones de dólares”.
Una de las primeras acciones que tomó el movimiento fue realizar las correspondientes observaciones ciudadanas para posteriormente presentarlas como respuesta a la propuesta entregada por AES Gener a la municipalidad, las cuales ascendieron a más de ocho mil observaciones ciudadanas y que hasta el día de hoy no tienen respuestas.

## Causas del conflicto
Una de las posturas del movimiento es que acusan la despreocupación por parte de AES Gener a diversos estudios sobre el medioambiente, como por ejemplo, la actual sequía, el cambio climático, además de los efectos que causaría en el abastecimiento de agua de riego, aludiendo a que no es sustentable. La nula preocupación hacia las personas que viven en el lugar y cómo esta central afectará su calidad de vida, sumado a la saturación de centrales hidroeléctricas en los ríos de Chile.
También, el Río Maipo abastece al 80% de la Región Metropolitana, por lo que el movimiento ve el proyecto como una amenaza para la entrega de agua potable a las personas, y una eventual sequía de los cauces que aportan al Río Maipo. La preocupación aumentó cuando Aguas Andinas firmó un convenio con AES Gener en el año 2011.
Anthony Prior, vocero de No Alto Maipo y parte de la “Coordinadora por la defensa del agua y la Vida”, ha explicado en entrevistas que además de las consecuencias ambientales para la flora y fauna del sector del Cajón del Maipo, también se acusan irregularidades legales. Estas serían principalmente la contaminación del agua con metales pesados y la destrucción de un monumento natural, el glaciar El Morado.

## Hitos relevantes
Uno de los primeros hechos relevantes fue la reunión de alrededor de 8 mil observaciones ciudadanas para responder a la propuesta de AES Gener para llevar a cabo el proyecto Alto Maipo. Según la vocera de la coordinadora ciudadana, Marcela Mella, a pesar de haber logrado reunir toda esta cantidad de observaciones, nunca se recibió una respuesta al respecto, ni por parte de la empresa ni de la municipalidad de San José de Maipo.
Posteriormente el proyecto fue aprobado, AES Gener consiguió financiamiento de la empresa Antofagasta Minerals. No obstante, el proyecto cayó nuevamente debido a la presión ejercida por No Alto Maipo. Esto se debió a que el movimiento tuvo diversas reuniones con los nuevos socios, en las cuales les advirtieron que si participaban les sería más perjudicial que beneficioso, ya que organizarían campañas que los dejarían en evidencia y en el centro de la polémica. También, les proporcionaron información acerca de AES Gener, dándoles a conocer que la empresa daría aviso de un aumento en el presupuesto del proyecto, además de tomar más tiempo del acordado para finalizarse. Estas conversaciones hicieron que finalmente Antofagasta Minerals decidiera no hacerse socio de Alto Maipo y dar un paso al costado, retrasando una vez más la misión de la empresa AES Gener.
Posteriormente, a lo largo de la década del 2010, se organizaron diversas y multitudinarias marchas con la finalidad de protestar en contra del proyecto Alto Maipo. Una de las más destacadas, fue la marcha que se llevó a cabo el sábado 2 de agosto de 2014. Esta, logró reunir a más de 70 organizaciones sociales, las cuales se abrieron paso por el centro de Santiago, hasta llegar a La Moneda.
Durante el mes de agosto de 2020, el proyecto fue frenado debido a un proceso ante el Segundo Tribunal Ambiental en el marco de reclamaciones en contra de la Superintendencia del Medio Ambiente, presentadas en el año 2018 por la concejala de San José de Maipo Maite Birke y la Coordinadora No Alto Maipo. Además, en ese mismo mes el movimiento realizó un llamado a la ONU con el argumento de que el gobierno chileno debe darle prioridad a la salud de las personas, dejando a un lado los intereses económicos.
Y aunque el movimiento No Alto Maipo persiste con su lucha en contra del proyecto, AES Gener continúa avanzando en la construcción Alto Maipo, el cual, hasta la fecha lleva un progreso del 87,4%, con un total de 60 kilómetros de túneles excavados, restando solo 4,5 kilómetros para que el proyecto comience a generar energía.

## Internet y Redes Sociales
El rol que jugaron las redes sociales al comienzo del movimiento fue casi nulo, y es que, para el 2007, cuando el movimiento comenzó, el poder de las redes sociales aún no era tan masivo y potente como lo son hoy en día. Por ello, al ser una organización que recién se estaba dando a conocer, en un mundo donde la mayor difusión que existía por ese instante eran los medios tradicionales, la forma que tenían para ir publicando información y organizando al movimiento era a través de un blog. Este blog fue el medio que encontró el movimiento para darle voz a un proyecto como este en un mundo que no estaba tan interconectado como lo está hoy en día.
Luego con la llegada y masificación de las redes sociales, el movimiento tuvo más visibilidad y alcance del que ya tenía. Por ello, en agosto del 2010, una de las primeras plataformas donde el movimiento se impulsó fue Twitter, para un par de años después, establecerse en Facebook, Instagram y Youtube, en el cual cuentan con videos explicativos y documentales.
Y aunque las redes sociales sirvieron para el movimiento como una herramienta de difusión de información y organización, también fueron los medios perfectos para motivar a las personas a ser parte de este proyecto, haciéndolos participar en diversas marchas y retos por redes sociales. Un ejemplo de ello fue #MaipoChallenge, el cual buscaba, a través de un video donde uno debía grabarse tomando agua y etiquetar a tres amigos, con el fin de visibilizar que el proyecto Alto Maipo puede ser capaz de dejar a Santiago de Chile sin agua.
Pangal Andrade, deportista y ambientalista en Chile, es uno de los opositores al proyecto. Él tiene su casa en el Cajón del Maipo y a través de Instagram ha compartido fotos y videos mostrando el avance del proyecto en el sector y sus posibles consecuencias que podría dejar en la flora y fauna. Y el día 4 de junio de 2020, su video de casi 7 minutos hablando sobre la sequía en el cañón andino se viralizó. Aparte del millón de visitas en Instagram, fue resubido en diferentes medios de prensa, lo cual ayudó en la divulgación de la causa.
Hoy en día No Alto Maipo tiene presencia en todas las redes sociales, siendo hasta la actualidad Facebook su mayor medio de difusión y con más seguidores, donde constantemente suben información sobre el avance del proyecto, futuras reuniones o manifestaciones que se harán a lo largo de Chile.